# بادافتاده

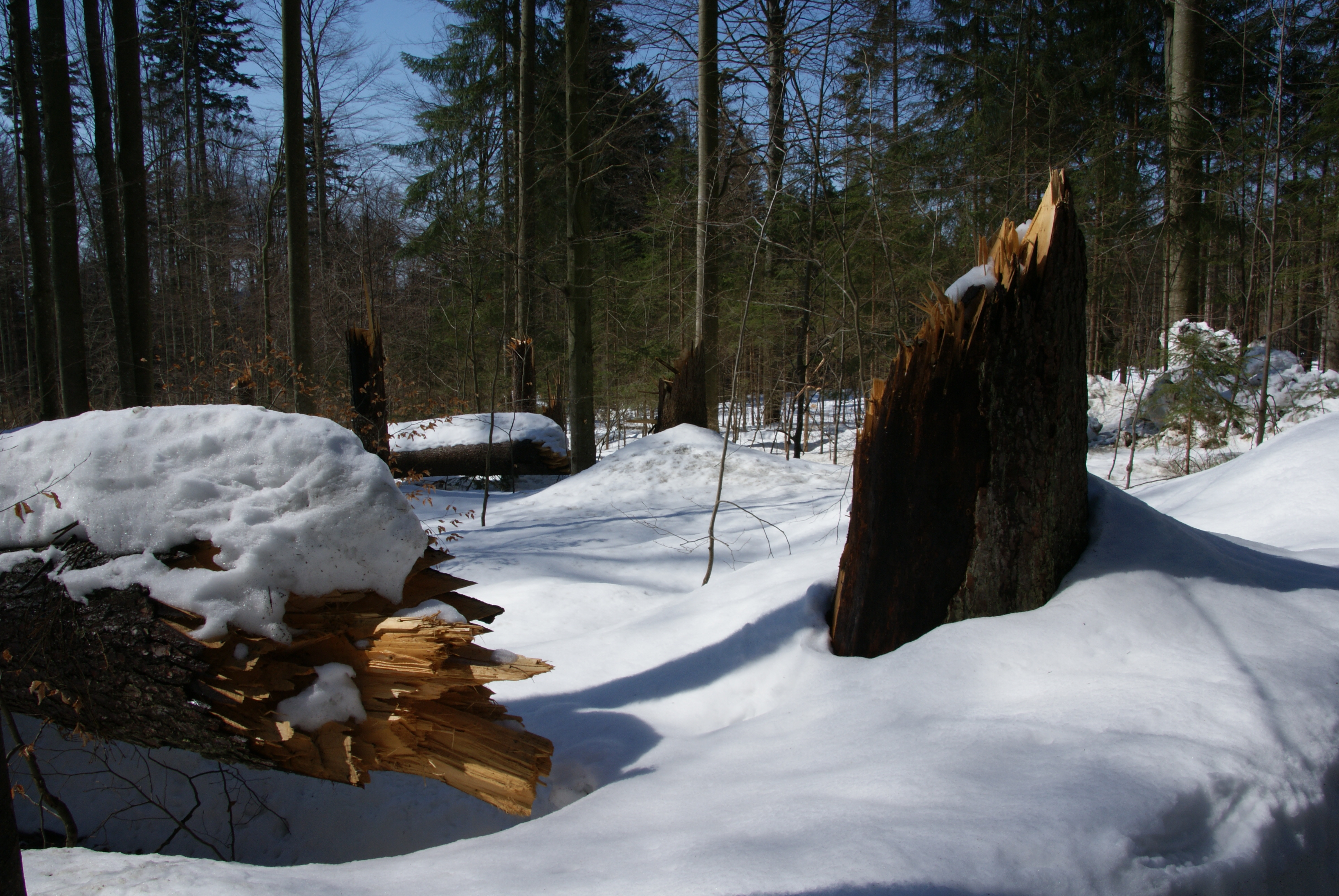
درخت بادشکسته در پارک ملی جنگلی باواریا

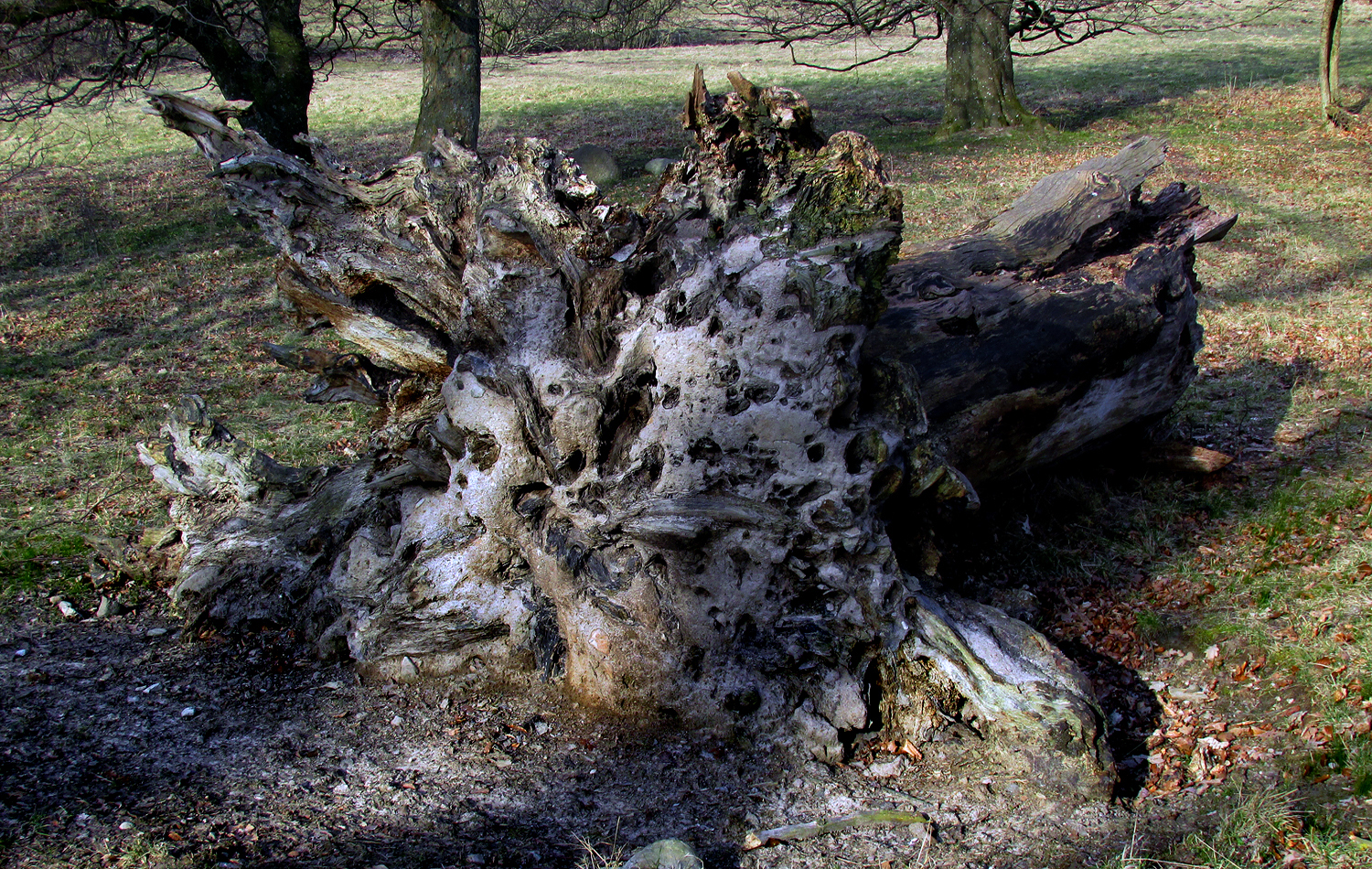
یک درخت باداُفتاده خشک قدیمی در ایستد.

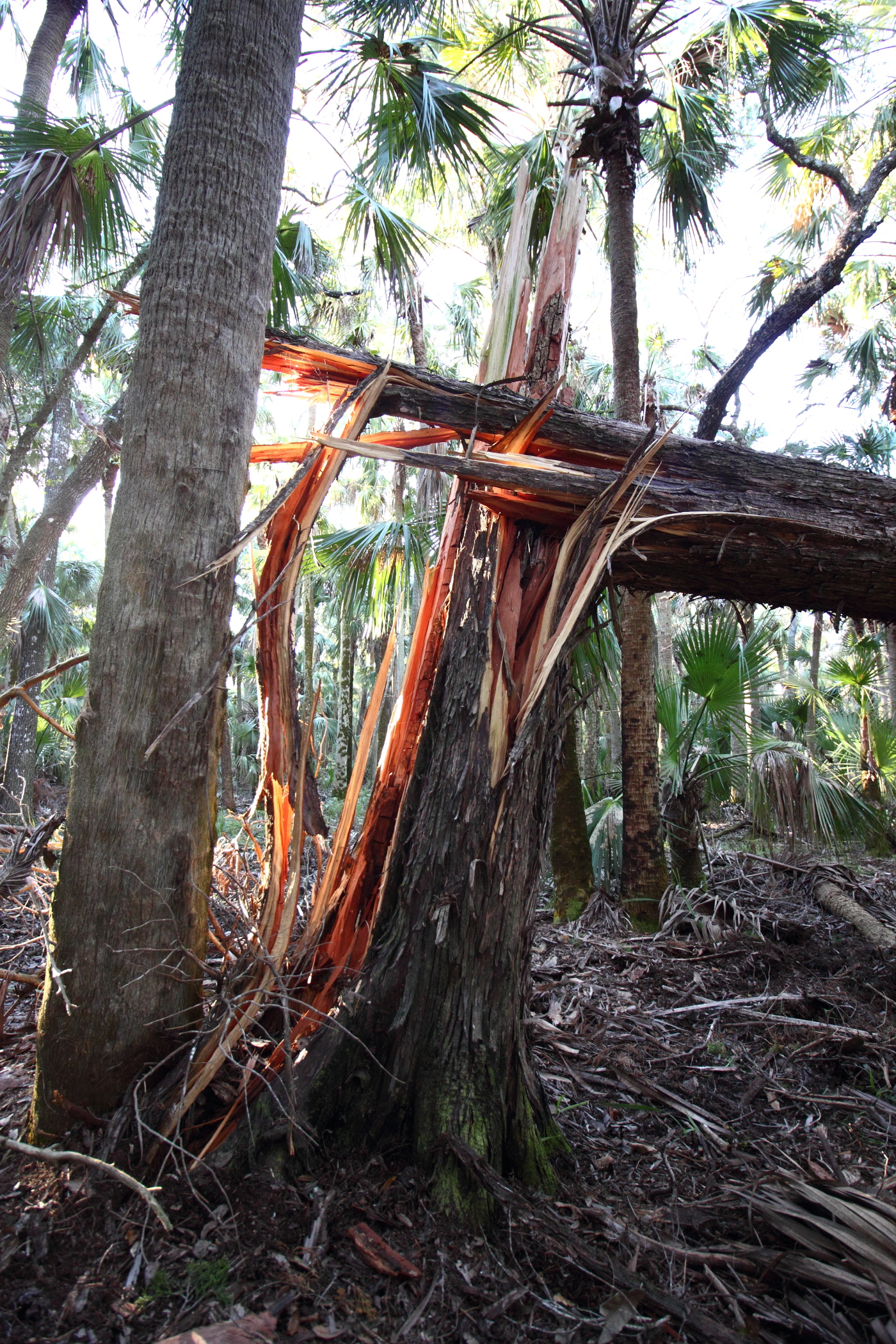
Juniperus virginiana var. silicicola توسط توفند ایرما.

در جنگل‌داری، درخت باداُفتاده (به انگلیسی: Windthrow) به درختانی گفته می‌شود که توسط باد ریشه‌کن می‌شوند. شکستن تنه درخت به جای کندن از ریشه را بادشکسته (Windsnap) می‌گویند.
به هر دو حالت باداُفتاده و بادشکسته، باداَنداز (Blowdown) گویند.